# Olga Zajcevová (atletka)
Olga Igorevna Zajcevová (rusky Ольга Игоревна Зайцева, * 10. listopadu 1984) je ruská atletka, sprinterka, jejíž specializací je běh na 400 metrů.

## Kariéra
V roce 2005 získala v německém Erfurtu na mistrovství Evropy do 23 let dvě zlaté medaile (400 m, 4 × 400 m).
28. ledna 2006 ve skotském Glasgow byla členkou štafety na 4 × 400 metrů, která zaběhla nový halový světový rekord, jehož hodnota je 3:23,37. Na rekordu se dále podílely Julija Guščinová, Olga Kotljarovová a Olesja Forševová.
V roce 2006 získala na mistrovství Evropy v Göteborgu zlatou medaili ve štafetě na 4 × 400 metrů. Ruské kvarteto, za které dále běžely Světlana Pospelovová, Natalja Ivanovová a Taťána Veškurovová zde zaběhlo trať v čase 3:25,12. Druhé doběhly Bělorusky, které byly o více než dvě sekundy pomalejší. Na témže šampionátu zaznamenala také svůj největší individuální úspěch, když na hladké čtvrtce vybojovala bronzovou medaili.
V roce 2009 na mistrovství světa v Berlíně skončila v závodě na 200 metrů v semifinále na celkovém 15. místě.